# Sarnonico
Sarnonico is een gemeente in de Italiaanse provincie Trente (regio Trentino-Zuid-Tirol) en telt 696 inwoners (31-12-2004). De oppervlakte bedraagt 12,1 km², de bevolkingsdichtheid is 58 inwoners per km².
De volgende frazioni maken deel uit van de gemeente: Seio.

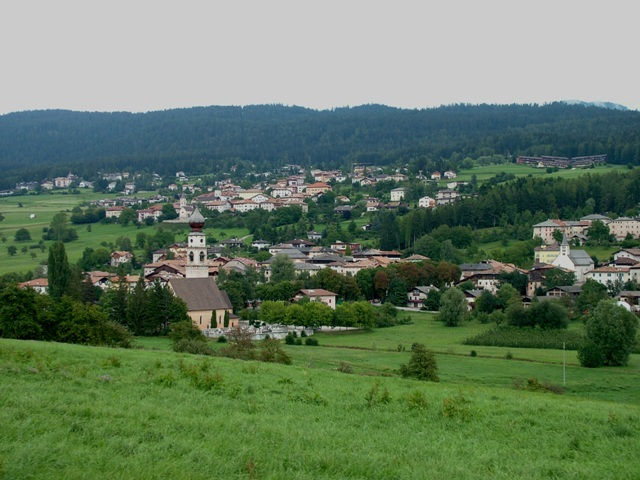
Sarnonico
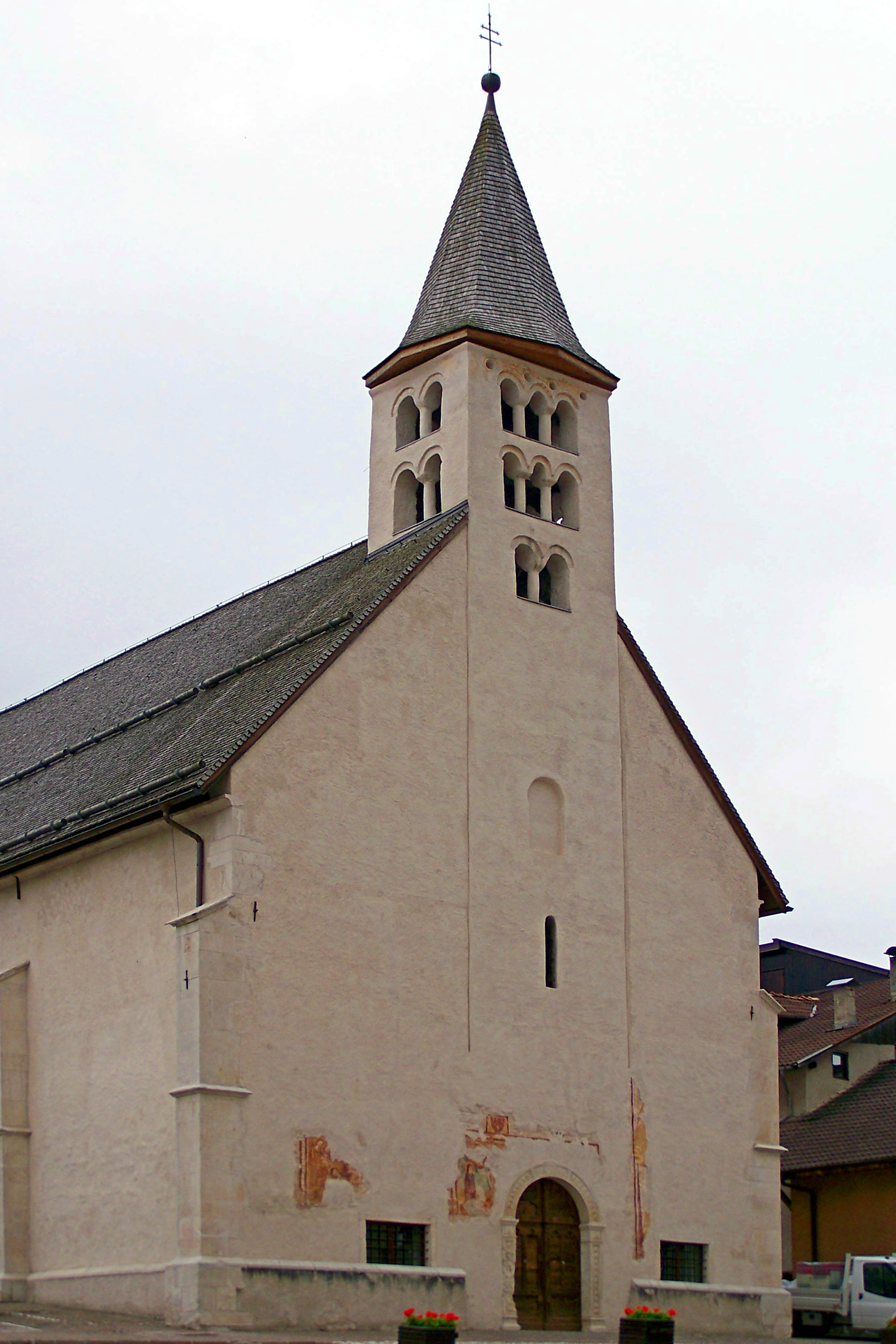
Kerk van Santa Maria in Sarnonico
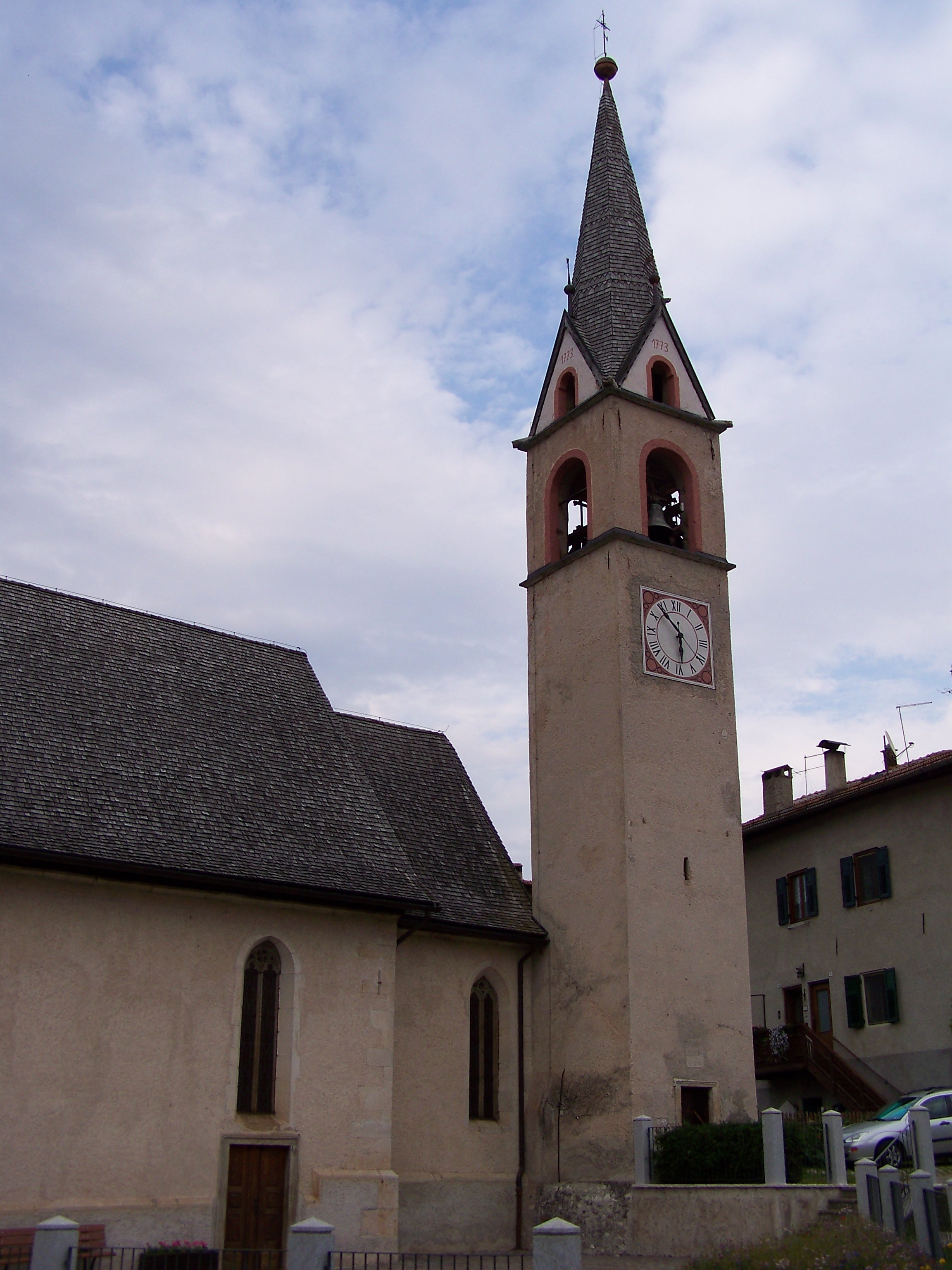
Kerk van St. Giorgio in Sarnonico

## Demografie
Sarnonico telt ongeveer 285 huishoudens. Het aantal inwoners steeg in de periode 1991-2001 met 13,4% volgens cijfers uit de tienjaarlijkse volkstellingen van ISTAT.
| Jaar | Inwoneraantal |
| ---- | ------------- |
| 1991 | 584           |
| 2001 | 662           |

## Geografie
De gemeente ligt op ongeveer 980 m boven zeeniveau.
Sarnonico grenst aan de volgende gemeenten: Eppan an der Weinstraße (BZ), Fondo, Brez, Malosco, Caldaro sulla strada del vino (BZ), Ruffrè, Ronzone, Cavareno, Dambel, Romeno.